# Athripsodes taounate
Athripsodes taounate är en nattsländeart som beskrevs av Dakki och Malicky 1980. Athripsodes taounate ingår i släktet Athripsodes och familjen långhornssländor. Utöver nominatformen finns också underarten A. t. algiricus.